# پوجیو کاتینو
پوجیو کاتینو (به ایتالیایی: Poggio Catino) یک کومونه در ایتالیا است که در استان ریتی واقع شده‌است.

## خصوصیات
پوجیو کاتینو ۱۵٫۰ کیلومترمربع مساحت و ۱٬۳۳۵ نفر جمعیت دارد و ۳۸۷ متر بالاتر از سطح دریا واقع شده‌است.